# Barakaldo
Barakaldo és un municipi d'Euskadi. Està situat a la província de Biscaia i ubicat a la comarca del Gran Bilbao, al marge esquerre de la ria del Nerbioi-Ibaizabal. Amb 100.907 habitants en 2021 després de Bilbao és la localitat biscaïna més poblada, i la quarta de tota la Comunitat després de les capitals de província.

## Etimologia del nomBarakaldo
Segons Manuel Azcárraga, el nom de Barakaldo prové de les paraules en basc "Baratz", que vol dir hort i "Alde(a)" que vol dir zona. O sigui que Barakaldo en català es podria traduir, si fa no fa, com a "Zona d'horts". El nom Baratzaldea hauria canviat fins a esdevenir Barakaldo.
Existeixen teories que apunten altres orígens. Per exemple, es creu que la primera part (bara), prové d'"ibar(ra) que vol dir horta, que per degeneració va perdre la inicial i. Pel que fa a la segona part (kaldo), hi ha qui diu que prové directament del castellà "caldo", brou, tot i que segurament, segons aquesta teoria, provindria de galdua (perduda). Per tant, Barakaldo significaria Ibarra galdua, o sigui l'horta perduda. Carlos de la Plaza coincidia en assenyalar que Bar- provindria d'ibar, i -aldo de alde, però afegia a més a més el lexema kai, que vol dir moll interpretant el nom com moll de l'horta del costat. L'escriptor local Carlos Ibáñez refusa aquesta interpretació, ja que segons ell a la ribera esquerra del Nervión-Ibaizàbal a l'altura de Barakaldo no hi hauria molls en les èpoques anteriors a l'aparició del nom. Per la seva part, Ibáñez apunta una possible relació entre el nom Barakaldo i les paraules barakulloa, barakulua o barekukuilo, "caragol".
Per acord del ple de l'ajuntament es va canviar el nom del municipi de Baracaldo a Barakaldo, per resolució del 21 de maig de 1986, del Director de la Secretaria General tècnica del govern Basc, publicada al BOPV del 2 de juny del mateix any.

## Economia
L'economia de la localitat es va caracteritzar fa segles per l'agricultura, la ramaderia, i especialment les ferreries, que transformaven el ferro de les mines properes. Posteriorment (segle xix), les ferreries van donar pas a la indústria siderometal·lúrgica, destacant l'empresa Altos Hornos de Vizcaya desapareguda durant la reconversió industrial de la dècada de 1980. Actualment és una localitat dedicada principalment al sector serveis.
El 2005 es va obrir el centre comercial més gran del nord de la península Ibèrica, "Mega Park Barakaldo" -que al novembre disposarà d'una superfície comercial de 137.000 metres quadrats- també disposa d'un altre gran centre comercial i d'oci "Max Center", que es va obrir a mitjans de la dècada de 1990, i posteriorment es va ampliar creant-se un altre complex anomenat "Max Ocio". La localitat fabril també és seu de la nova Fira Internacional de Bilbao, l'anomenat Bilbao Exhibition Centre (BEC), inaugurada el 2004, fet que ha disparat el nombre de visitants i consumidors dels serveis del municipi, i la creació d'hotels.

## Demografia
La industrialització de Biscaia va dur a un gran creixement demogràfic, que va arribar al seu màxim en la dècada de 1980, quan va fregar els 120.000 habitants, mantenint-se a la vora dels 100.000 habitants des de llavors fruit de la immigració estrangera, que va ser significativa entre els anys 2000, quan representava l'1,1% i 2006, que va arribar al 3,6%, però amb la crisi econòmica es va registrar un saldo negatiu, i a partir de l'any 2015, les arribades van tornar a augmentar progressivament, fins a arribar al 10,8% en 2020. El 83% de la població immigrant és en edat laboral, dels que més de la meitat tenen entre 25 i 44 anys, repartits equitativament per tota la ciutat, gairebé la meitat d'origen sud-americà, destacant colombians i bolivians.
| 1842 | 1857 | 1860 | 1877 | 1887 | 1900  | 1910  | 1920  |
| ---- | ---- | ---- | ---- | ---- | ----- | ----- | ----- |
| 1958 | 2369 | -    | 4710 | 8868 | 15013 | 19429 | 27404 |

| 1930  | 1940  | 1950  | 1960  | 1970   | 1981   | 1996 | 1998 |
| ----- | ----- | ----- | ----- | ------ | ------ | ---- | ---- |
| 34209 | 36333 | 42240 | 77802 | 109185 | 118615 | -    | -    |

| 2000 | 2002 | 2004 | 2006 | 2008  | 2010  | 2012   | 2014   |
| ---- | ---- | ---- | ---- | ----- | ----- | ------ | ------ |
| -    | -    | -    | -    | 97328 | 99321 | 100369 | 100080 |

## Història

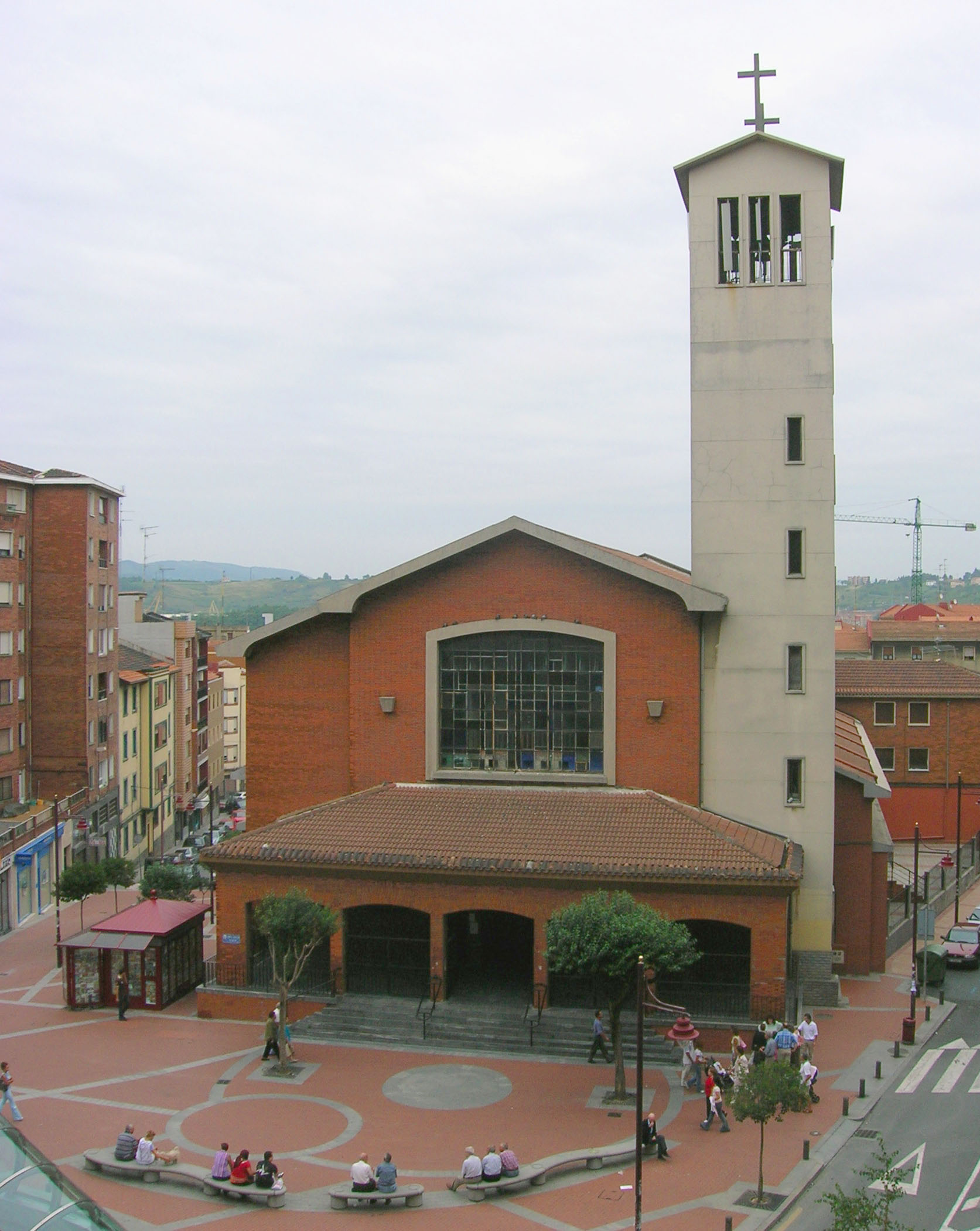
Església de Santa Teresa al barri de Bagatza

Els autors coincideixen que els començaments de la història de Barakaldo caldria situar-los en les activitats bèl·liques dels càntabres i les seves lluites amb els romans i les tribus veïnes. L'historiador Plini el Vell situava la regió de les nou ciutats dels càntabres a l'oest del Nervión (possible frontera natural entre Cantàbria i els Autrigones), entre les que podria estar inclòs Barakaldo, per ser banyat per la ria en el seu marge esquerre en una zona molt pròxima a la seva sortida al mar.
Segons escriu Lope García de Salazar al seu llibre Benanances i Fortunes, "la terra de Barakaldo és d'antiguitat de temps immemorials". Tanmateix, el primer document conegut que fa referència a Barakaldo data de l'any 1051, i és la carta de donació del monestir d'Axpe de Busturia a San Millán de la Cogolla que fan els Comtes de Biscaia, el senyor Iñigo i la senyora Toda. En aquesta carta s'esmenta al Señor Lope Velázquez (Blázquez en alguns texts), que exercia el títol de Señor de Barakaldo.
Barakaldo era al segle xiii un poble agrícola, però sobretot, a causa de la seva situació privilegiada propera a la zona minera de Triano i als seus rius Cadagua, Castaños i Galindo, podia donar sortida per terra i per mar als productes miners que s'obtenien a la zona. Com que reunia les condicions idònies, i alguns pobles veïns no podien dedicar-s'hi, la sortida del mineral de la zona passava pel poble, el que va ocasionar l'existència de molts molins i ferreries a la zona del Bassal i a la zona d'Iráuregui.
En el segle xiv Barakaldo es va desmembrar de les Encartaciones (a les quals pertanyia per la seva vinculació al Vall de Somorrostro) i, per privilegi del comte Senyor Tello de Trastamara, es va incorporar a la Merindad d'Uribe. Va abandonar el fur propi d'aquelles i va optar pel de Biscaia, passant a formar part de la Senyoria (el que, curiosament, els altres pobles encartats van tardar quatre segles a fer), deixant de ser consell i naixent com avantesglésia.
Quan l'any 1300 es va promulgar la carta puebla de Bilbao, el comerç baracaldès va sortir perjudicat en favor del de la capital, i quan es va promulgar la de Portugalete, vint-i-dos anys després, seguien millorant els drets de la capital en perjudici dels de les avantesglésies. A més, i segons avançava en el temps, Barakaldo va continuar enfrontant-se a Bilbao per motius econòmics i comercials, encara que bé és cert que no podia competir amb ell ni amb las Villas.
Tot i així, la gent es va esforçar per aconseguir el seu lloc d'importància a la zona. Aquí pot veure's el naixement de la tradició industrial i comercial que tenia l'avantesglésia amb la seva horta de renom, arribant a assolir un important grau de desenvolupament.
Quan s'inicia el desenvolupament industrial a Biscaia, comencen a tenir gran importància les ferreries, i les de Barakaldo elaboraven el mineral de ferro extret de la zona de Triano (eren molt importants les mines de Somorrostro). Però novament les enveges i disputes comercials es van conjurar contra el poble. No només eren Bilbao i las Villas; també sorgien continus conflictes amb els consells de San Salvador del Valle, Santurtzi i Sestao (que formaven l'anomenat grup dels Tres Consells), que s'oposaven a aquesta explotació. Al final, només li van quedar a Barakaldo les tasques de càrrega i descàrrega dels minerals.
Barakaldo i Bilbao mai es van tenir molts simpatia. En l'edat mitjana, habitualment estaven en bàndols separats d'oñacins i gamboïns (eren partidaris de llinatges diferents) fins al període "napoleònic", Barakaldo donant suport al projecte de nova ciutat, l'anomenat Port de la Pau en honor de José Bonaparte "Príncipe de la Paz", amb vocació de ciutat alternativa al Bilbao de l'època. Bilbao es va alinear amb el "liberalisme", mentre que Barakaldo, junt amb Begoña i Abando (districtes de Bilbao), va prendre part activa en el "tradicionalisme".
El 1820, quan el rei jura la Constitució, el poble tradicionalista no accepta l'esmentada submissió i a Biscaia és Barakaldo la que primer s'aixeca, marxant cap a Bilbao i unint-se després les altres avantesglésies, preludi de les successives guerres carlines, originades pels partidaris de la successió del Senyor Carles, germà del rei Ferran VII, qui havia nomenat hereva del tron a la seva filla Isabel, una cosa que aquells no admetien. La Senyoria va prendre la bandera de Carles V, que pregonava la monarquia absoluta, el rei per dret diví i, com no podia ser de cap altra manera, ja que li proporcionava la cobertura social necessària, el predomini del clergat, mentre que Bilbao era focus de liberals i defensava Isabel. Al final de la guerra, van resultar cremades i saquejades més de la meitat de les cases de l'avantesglésia i, amb elles, va desaparèixer també el primer ajuntament, que havia estat construït a la zona de San Vicente, al costat de l'església de l'advocació del sant i patró de Barakaldo. A més d'una qüestió dinàstica i de política general, en les guerres carlines es dirimeix un assumpte de profunda transcendència econòmica i social: el de la liberalització en l'extracció del mineral de ferro i el seu lliure comerç, davant els qui defensaven el sistema tradicional vinculat a la propietat i l'ús comunal.
L'última de les guerres significa el final dels Furs, la possibilitat de l'apropiació privada de les explotacions, i el seu comerç massiu cap a Anglaterra, primera etapa en l'acumulació de capitals privats que en un segon estadi posen en marxa les grans instal·lacions siderúrgiques, les drassanes, etc. El 1902 es va constituir la societat d'Altos Hornos de Vizcaya, que va arribar a ser un dels màxims exponents de l'economia industrial espanyola, un sanatori quirúrgic per a accidents de treball es va inaugurar el 1911. El tancament progressiu de diverses fàbriques de Barakaldo va provocar que el 1970 deixés de tenir instal·lacions siderúrgiques de capçalera. Aquestes grans indústries van atraure altres empreses siderúrgiques més petites, indústries auxiliars, papereres, drassanes durant la major part del segle xx. La gradual industrialització va provocar immigració es traslladés a la zona de Barakaldo i un procés d'urbanització semblant al de la industrialització. Una gran part dels treballadors de Barakaldo i les seves famílies es van enfrontar a condicions de vida molt dures: jornades llargues, salaris baixos, manca d'higiene a la feina i als habitatges, lloguers alts, etc. fet que va portar diversos esclats de protesta social i la pèrdua del llindar dels 100.000 habitants. Alonsotegi, que es va incorporar al municipi en 1888, es va independitzar el 1991.
A principis de la dècada de 1950 el ràpid creixement provocat per l'activitat industrial, va obligar a construir habitatges amb urgència, aixecant-ne 2.000 a tot el municipi aquella dècada, dels que en 1993 es va detectar que els blocs de Beurko patien aluminosi. Arran de la construcció de la Residencia Sanitaria Enrique Sotomayor, ara Gurutzetako Unibertsitate Ospitalea, l'any 1955, va sorgir la idea d'aixecar grans immobles residencials al polígon de La Paz, i a la dècada de 1970 començaren a sorgir amplis parcs al voltant dels blocs, canviant radicalment la fesomia de la ciutat, amb la construcció de l'edifici Argenta, de 50 metres d'alçada, i a partir de la dècada de 2000, de la remodelació del barri Beurko Berria, la construcció del barri de Loitzaga amb edificis de 48 metres i la construcció de vuit gratacels de 75 metres a San Vicente.
En els últims anys, la ciutat ha passat de ser un municipi industrial a convertir-se en nucli de serveis. Les antigues instal·lacions d'Alts Forns de Biscaia (AHV) han donat pas a la Fira Bilbao Exhibition Centre, inaugurada el 2004. Altres àrees importants del municipi són ara el parc comercial "Mega Park Barakaldo", un Jardí Botànic, diverses zones per als vianants, parcs municipals, residències per la tercera edat, regeneració d'antics barris (Desert, Beurko), passeigs, places, poliesportius, etc.

## Administració
En les eleccions municipals espanyoles de 2023, el partit més votat va ser el Partit Nacionalista Basc i l'alcaldessa Amaia del Campo Berasategi, que governa des de 2015, repeteix mandat.
| Partit Polític                               | Nombre de vots (2023) | % de vots (2023) | Edils 2003 | Edils 2007 | Edils 2011 | Edils 2015 | Edils 2019 | Edils 2023 |
| -------------------------------------------- | --------------------- | ---------------- | ---------- | ---------- | ---------- | ---------- | ---------- | ---------- |
| PNB                                          | 15.403                | 35,72            | 8          | 5          | 7          | 8          | 11         | 11         |
| PSE-EE                                       | 10.338                | 23,97            | 9          | 11         | 8          | 8          | 8          | 7          |
| Bildu / Euskal Herria Bildu                  | 6.990                 | 16,21            | -          | -          | 4          | 4          | 3          | 5          |
| Elkarrekin Podemos-Irabazi-Ezker Anitza-Equo | 3.782                 | 8,77             | -          | -          | -          | 4          | 4          | 2          |
| PP                                           | 3.103                 | 7,20             | 5          | 4          | 5          | 3          | 1          | 2          |
| ANV                                          | -                     | -                | -          | 3          | -          | -          | -          |            |
| Ezker Batua-Berdeak                          | -                     | -                | 3          | 2          | 1          | [ b ]      |            |            |
| TOTAL                                        | 43.705                | 100              | 25         | 25         | 25         | 27         | 27         | 27         |

1. ↑  Es presenta amb EA
2. ↑  Es presenta amb Irabazi

## Infraestructures
Barakaldo és un municipi excel·lentment connectat a una atapeïda xarxa de transport públic.

### Tren
- Rodalies Bilbao de Renfe-Operadora: Barakaldo està comunicat amb altres localitats del Gran Bilbao a través de les Línies C2 Bilbao-Abando - Estació de Muskiz (Rodalies Renfe)|Muskiz i C1 Bilbao-Abando - Estació de Santurtzi (Rodalies Renfe)|Santurtzi de Cercanías Bilbao de Renfe-Operadora. Compta amb les estacions: Barakaldo i Lutxana. Això permet un desplaçament a Bilbao de tan sols 13 minuts de durada entre el centre de les ciutats (des de l'estació Barakaldo fins a l'estació Bilbao-Abando).
- Rodalies FEVE: Barakaldo està comunicat a través de la línia de Rodalies de Biscaia Bilbao-Balmaseda. Pocs veïns de Barakaldo utilitzen aquest mitjà, ja que només té parada al barri perifèric de Santa Agueda (de difícil accés i amb pocs habitants). Els dies de més ús d'aquest mitjà es concentren durant la festivitat de Santa Águeda. El trajecte fins a Bilbao dura 10 minuts.

### MetroBilbao
Barakaldo està comunicat amb altres localitats del Gran Bilbao a través de la Línia 2 de MetroBilbao. Compta amb 4 parades: Bagatza, Barakaldo, Ansio i Gurutzeta/Cruces. Això permet un desplaçament a Bilbao d'uns 20 minuts de durada entre el centre de les ciutats (des de parada Barakaldo fins a parada  Abando).

### Autobús
Barakaldo està comunicat amb altres localitats del Gran Bilbao a través de diverses línies de BizkaiBus:
- Fins a Bilbao: 3137 (Barakaldo-Lutxana-Bilbao) -la més directa, que fa el trajecte en uns 20 minuts-, 3136 (Bilbao-Cruces-Barakaldo per Retuerto) i 3144 (Bilbao-Cruces-Barakaldo per Ugarte) Totes tenen una freqüència de 30 minuts, el que suposa un servei cada 10 minuts cap a Bilbao.
- Cap a Sestao, Portugalete i Santurtzi: 3131 (Barakaldo-Sestao-Repelega), 3142 (Barakaldo-Retuerto-Kareaga), 3129 (Lutxana-Cruces-Santurtzi), 3141 (Cruces-Bagatza-Funicular de Trapagaran), 3122(Bilbao-Sestao-Repelega) i 3115 (Bilbao-Santurtzi). Aquestes dues últimes creuen Barakaldo per la carretera de Santurce.
- Cap a Getxo: 3338 (Muskiz-Barakaldo-Las Arenas)

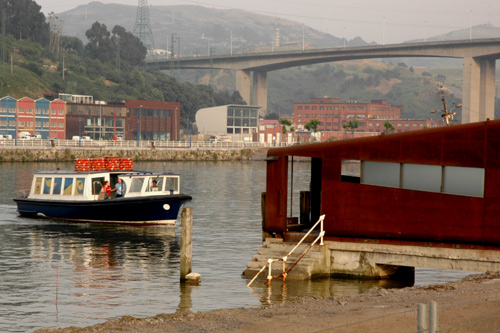
El bot arribant a la parada de Barakaldo.

### Gasolino
El darrer Barakaldo bot que travessava el riu Nervión de Barakaldo a Erandio va tancar el febrer de 2024 tot i les iniciatives institucionals per salvar aquest mitjà tradicional de transport deficitari, i amenaçat definitivament per la construcció d'una pasarel·la de vianants que es preveu que uneixi la dàrsena de Portu amb Erandio en 2026.

### Tramvia
A més a més, actualment es troba en fase d'estudi una línia de tramvia que recorri el municipi. En un principi va ser el mateix ajuntament el que va proposar un possible projecte que després es va estancar. En aquests moments, és una iniciativa popular la que ha presentat un nou projecte a la ciutadania i als seus representants a l'ajuntament.

### Autopista
Per Barakaldo discorre un tram de l'autopista A-8, de l'autopista A-68 i de la carretera nacional N-634

## Cultura
Barakaldo és zona de pas del Camí de Sant Jaume. Entra al municipi pel "Pont del Diable" des del barri de Castrejana (Bilbao), passant per l'Ermita de Santa Àgueda, l'horta d'Ibarreta-Zuloko (Actual MegaPark), l'Església del barri de Sant Vicenç i des d'allà continua cap a Sestao pel camí de Beurko Viejo.

## Esports
Barakaldo compta amb un equip de futbol, el Barakaldo CF, i també amb un equip d'handbol: el Barakaldo UPV.
Barakaldo té dos poliesportius: Gorostiza i Lasesarre.
El primer, situat a la carretera en direcció cap a El Regato, compta amb una pista poliesportiva, piscines interiors i exteriors, pistes de tennis, frontó...
El Poliesportiu de Lasesarre es troba a la part baixa de Barakaldo proper al Galindo i a les vies de tren de rodalia. Compta amb piscines cobertes climatitzades, pistes de tennis, bàsquet, camp de futbol de gespa artificial, pistes de pàdel i un estadi multiusos.

## Turisme
Barakaldo compta amb una oficina de turisme en el Bilbao Exhibition Center (BEC). Durant aquests anys s'ha preparat per atendre als turistes mitjançant guies i tríptics. També al carrer hi ha repartits mapes i cartells amb els edificis més singulars. En els quals hi ha un número de telèfon per donar informació sobre el monument escollit.

## Festes locals
Les festes del municipi se celebren la setmana del 16 de juliol en honor de la Verge del Carme.

## Personatges destacats
- Javier i Ricardo Otxoa, ciclistes professionals. (1974)
- Raquel Alzate (1972): il·lustradora, dibuixant de còmics i escultora.
- Juan Manuel de Prada (1970): escriptor i articulista.
- Mikel Clemente (1964): periodista, realitzador de video-clips i documentalista.
- José Manuel Prado Antúnez (1963):escriptor y articulista.
- Carlos Sobera (1961): actor i presentador de televisió.
- César Sarachu (1958): actor, actualment treballa com a "Bernardo" a Camera Cafe
- Josep Lluís Núñez (1931): empresari i president del Futbol Club Barcelona entre 1978 i 2000.
- Nicolás Redondo (1927): secretari general del sindicat UGT entre 1976 i 1994 i diputat a les files del PSOE.
- David López García: ciclista profesional.
- Santiago Segurola (1957): periodista esportiu
- Rodrigo A. de Santiago (1907-1985): compositor, director d'orquestra i musicòleg.
- Esty Quesada, coneguda a internet com "Soy una pringada": youtuber, actriu i directora.

### Futbolistes
- Mikel Dañobeitia (1986): futbolista del Sestao River Club (2004-2005), Athletic Club de Bilbao (2005-2007) i UD Salamanca.
- Asier del Horno (1981): futbolista del Athletic Club de Bilbao (1999-2005), Chelsea FC (2005-2006) i València CF (2006-2007).
- Unai Expósito (1980): futbolista del CD Numancia (2002-2003), CA Osasuna (2003-2005) i Athletic Club de Bilbao (2005-2007).
- Iñaki Lafuente (1976): futbolista de l'Athletic Club de Bilbao.
- Javi González (1974) futbolista de l'Athletic Club (1993-1994) i (1997-2007), Celta de Vigo (1996-1997), FC Ashdod (2006) i Hèrcules CF (2007-2008).
- Santiago Urkiaga (1958): futbolista de l'Athletic Club de Bilbao.
- José Ramón Alexanko (1956): futbolista de l'Athletic Club i el Barça.
- Javier Clemente (1950): jugador de futbol i entrenador de futbol. Seleccionador nacional d'Espanya de futbol entre 1992 i 1998.
- Raimundo Pérez Lezama (1922): futbolista (porter) de l'Athletic Club de Bilbao.
- Jacinto Quincoces López (1905-1997): futbolista del Deportivo Alavés i del Reial Madrid, entrenador i seleccionador nacional d'Espanya de futbol.
- Agustín Sauto, Bata (1908-1986): futbolista de l'Athletic Club de Bilbao als anys 1930.
- Edmundo Suárez, Mundo (1916-1978): futbolista i entrenador del València Club de Futbol.
- Iñaki Goitia (1982): futbolista del Màlaga CF i Amurrio CF (2002-2003).
- Ander Alaña (1981): futbolista de l'SD Eibar i l'Athletic Club (2002-2003).

## Ciutats agermanades
El municipi de Barakaldo està agermanat amb:
- Municipio Diez de octubre (L'Havana, Cuba)
- Daira Burka-a Aaiun (Sàhara Occidental)
- Ebebiyin (Guinea Equatorial)
- Torredelcampo (Jaén, Espanya)
- Portoviejo (República de l'Equador)